# Rockaway Park-Beach 116th Street
Rockaway Park-Beach 116th Street (in origine Rockaway Beach e poi Rockaway Park) è una stazione della metropolitana di New York, situata sulla linea IND Rockaway. Nel 2015 è stata utilizzata da 255 542 passeggeri.

## Storia
La stazione venne originariamente aperta nel 1880 come parte della diramazione Rockaway Beach della Long Island Rail Road con il nome di Rockaway Beach e come principale punto di interscambio con la linea tranviaria Ocean Electric Railway. Nel 1899 la struttura venne allargata per accogliere le carrozze della Brooklyn Rapid Transit Company e quindi rinominata Rockaway Park. Nel 1917, la struttura originale venne demolita e sostituita con una nuova.
Nel 1950, dopo che un incendio distrusse le strutture sopra la Jamaica Bay, la Long Island Rail Road abbandonò la diramazione Rockaway Beach. Nel 1952 l'attuale New York City Transit Authority acquistò quindi la linea inutilizzata per convertirla in una nuova linea metropolitana. L'attuale stazione denominata Rockaway Park-Beach 116th Street fu perciò aperta il 28 giugno 1956. Nel 2007, la struttura è stata sottoposta a lavori di rinnovo.

## Strutture e impianti
Rockaway Park-Beach 116th Street è una stazione di testa con una banchina ad isola e due binari. Il fabbricato viaggiatori è realizzato in cemento poi rivestito esternamente di mattoni e internamente di legno compensato, con cui sono realizzate anche le finestre. Un secondo ingresso si trova invece in un ristorante adiacente. Poiché l'intera struttura è al livello del terreno, è accessibile senza l'utilizzo di rampe o ascensori.

## Movimento
La stazione è servita dai treni di due linee della metropolitana di New York:
- Linea A Eighth Avenue Express, attiva solo nelle ore di punta;[9]
- Navetta S Rockaway Park, sempre attiva.[10]

## Interscambi
La stazione è servita da diverse autolinee gestite da MTA Bus.
- Fermata autobus